# Tony Brien
Tony Brien (Dublín, 10 de febrero de 1969-1 de agosto de 2023) fue un futbolista irlandés que jugó en la posición de defensa.

## Equipos
| Periodo   | Club                         | Apariciones | Goles |
| --------- | ---------------------------- | ----------- | ----- |
| 1987–1988 | Leicester City FC            | 16          | 1     |
| 1988–1993 | Chesterfield FC              | 204         | 8     |
| 1993–1995 | Rotherham United FC          | 43          | 2     |
| 1995–1996 | West Bromwich Albion FC      | 2           | 0     |
| 1995–1996 | → Mansfield Town FC (cedido) | 4           | 0     |
| 1995–1996 | → Chester City FC (cedido)   | 8           | 0     |
| 1996–1998 | Hull City AFC                | 47          | 1     |
| 1998      | Stalybridge Celtic FC        | 0           | 0     |